# Oeclidius princeps
Oeclidius princeps är en insektsart som beskrevs av Ronald Gordon Fennah 1980. Oeclidius princeps ingår i släktet Oeclidius och familjen Kinnaridae. Inga underarter finns listade i Catalogue of Life.